# Herodes Ático
Herodes Ático (em grego: Ἡρώδης ὁ Ἀττικός; em latim: Lucius Vibulius Hiparcus Tiberius Claudius Aticus Herodes; 101, Maratona (Grécia)—176, Roma) foi um retórico grego e político ao serviço do Império Romano famoso pela sua fortuna e pelo seu mecenato público.
A sua vida é descrita nas obras de Filóstrato, Vida dos Sofistas, e de Aulo Gélio, Noites Áticas, bem como na correspondência de Marco Cornélio Frontão.

## Biografia

### Origens
Herodes Ático nasceu em 101 d.C., durante o reinado do imperador Trajano. A sua família, de origem ateniense, era imensamente rica e alegava descender de Milcíades e Cimon, bem como do heroi Éaco. Após a queda da dinastia júlio-claudiana, obteve a cidadania romana.
O seu avô, Tibério Cláudio Hiparco, era um banqueiro famoso pela sua enorme riqueza, estimada em cem milhões de sestércios. Hiparco foi condenado a suicidar-se durante o reinado do imperador Vespasiano, que ordenou a confiscação de toda a sua fortuna. Porém, antes de falecer, Hiparco conseguiu esconder a maior parte do seu patrimônio. Após a ascensão ao trono de Nerva, Tibério Cláudio Ático Herodes, o pai de Herodes Ático, "encontrou" o dinheiro perdido do seu pai; o qual o imperador permitiu conservar. Herodes aumentou a fortuna da família ao casar-se com a rica Vibúlia Álcia Agripina.
Trajano admitiu-o no senado com o categoria de ex-pretor e nomeou-o arquiereu (archiereus), ou seja, sumo sacerdote do culto imperial.

### Juventude

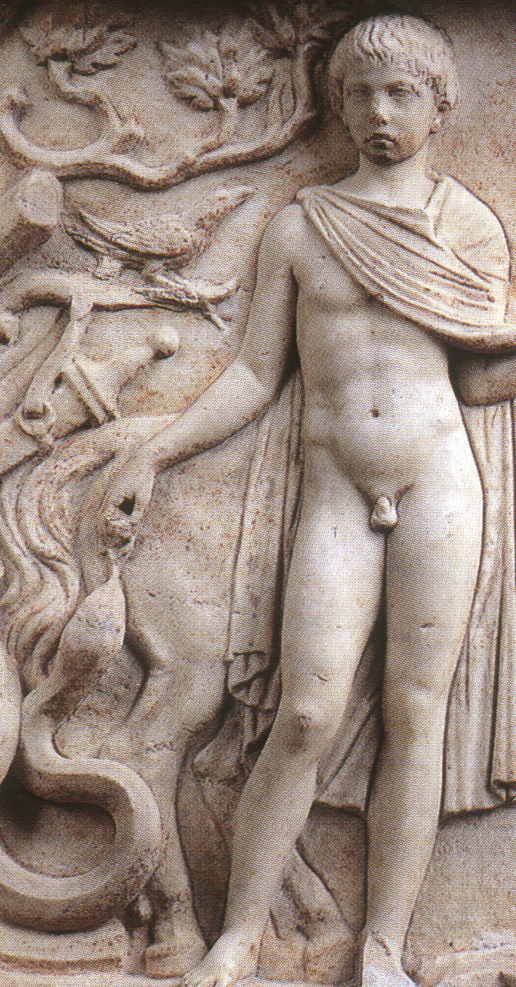
Apoteose de Polideuquion
Museu Arqueológico Nacional de Atenas

Pouco é conhecido da sua juventude. Embora se desconheça o ano, é sabido que acompanhou o seu pai a Roma quando este foi designado cônsul sufecto. A sua estadia na capital imperial permitiu-lhe aprender latim. Ao seu regresso para Atenas, aprendeu filosofia através de um platonista, Tauro de Tiro. Aulo Gélio, contemporâneo de Herodes, escreve que Tauro queixava-se constantemente de que os seus alunos não lessem Platão e que, ao dedicar-se a acrescentar a sua eloquência, deixavam a um lado a sabedoria. Ganhou a vida como retórico desde muito novo, numa época em que a Segunda sofística se encontrava no apogeu. Herodes mandou chamar a Secundo de Atenas de modo a que ensinasse os seus filhos a arte da oratória. Invitou ao célebre sofista Escopeliano a que demonstrasse o seu talento na sua residência do campo; após a exposição de Escopeliano, o jovem Ático conseguiu imitar tão bem o seu convidado que o seu pai ofereceu-lhe a considerável quantidade de cinquenta talentos, pelos quinze que ofereceu ao orador. Estudou com Favorino de Arlês e com o crítico Munácio de Tralles, os quais se tornaram dois de seus melhores amigos.
À morte de Trajano em 117 d.C., Adriano, conhecido filohelenista, ascendeu ao trono imperial; e Ático, com apenas 17 anos, fez parte de uma delegação enviada ao jovem imperador, que invernava com as suas tropas na Panônia. Intimidado, o jovem não foi capaz de terminar o seu discurso e, vermelho de vergonha, ameaçou com atirar-se ao Danúbio. Continuaria com os seus estudos até atingir a trintena.

### Carreira pública
Em  122 d.C. obteve o seu primeiro cargo público: era o encarregado de supervisar os preços dos produtos agrícolas básicos. Em 126/127 foi eleito arconte epônimo; os efebos dos ginásios da cidade dedicaram uma estátua em agradecimento ao seu mecenato. No ano seguinte, o imperador Adriano efetuou uma segunda visita a Atenas, onde aparentemente se hospedou na casa da família de Ático. Foi por essa época que foi admitido no senado e entrou no grupo de amigos do imperador (inter amicos).
Por volta de  131 d.C., iniciou o seu caminho através do cursus honorum, mediante a sua nomeação como questor do imperador. Três anos depois acedeu à pretura. Paralelamente, começou a tornar-se conhecido como orador e como professor de retórica. Entre os seus alunos destacava o novo herdeiro Marco Aurélio. Em  135 d.C., foi designado corrector das cidades livres da Ásia Menor. Aproveitou a sua nomeação para visitar, em Esmirna, a Polemon de Laodiceia, quem realizou uma declamação frente do seu amigo recebendo por isso uma recompensa de 250 mil dracmas. Dedicou especial atenção à cidade de Alexandria de Tróade, onde gastou mais do duplo do orçamento aprovado por Adriano a fim de construir um aqueduto. Quando o imperador se queixou das excessivas despesas realizadas pela sua administração, respondeu-lhe que tudo o que fizera era necessário. Após expirar o seu tempo no cargo, consagrou-se de novo à retórica.
Em 137/138, faleceu o seu pai. Antes de falecer estipulou no seu testamento que cada cidadão ateniense receberia da sua fortuna uma renda anual de uma mina; o que supunha, para 12 mil beneficiários, um capital de 24 milhões de dracmas investidos a 5 %. Ático anulou de maneira imediata a decisão do seu pai baseando-se no fato de uma doação realizada por um cidadão romano a um cidadão não romano dever adotar a forma de um fideicommis, que o executor testamentar tinha o direito de ignorar. Partindo desta vantajosa posição, propôs uma solução: os cidadãos atenienses receberiam um único pagamento de cinco minas em lugar da prometida renda anual. Os atenienses aceitaram, mas muitos de eles deviam uma considerável soma ao banco da família de Ático. É provável que em anos posteriores anulasse determinados legados realizados pelo seu pai mediante o cumprimento de uma série de liturgias. Filóstrato assinala que os atenienses "tiveram a sensação de ter sido despojados da sua herança e nunca cessaram de odiá-lo ". Até mesmo chegaram a instruir um processo contra ele, mas foi absolvido pelos vínculos que mantinha com Marco Aurélio, filho adotivo do imperador Antonino Pio.
Contudo, em 139 d.C. foi eleito para presidir a Comissão das Grandes Panateneias. É provável que o retórico devesse a sua nomeação a que os atenienses não podiam prescindir de um homem que destinava tanto dinheiro ao cumprimento das liturgias. Nesta ocasião reformou o estádio pan-helênico, ao que decorou com mármore branco; porém, suscitou o ódio entre a população ateniense porque financiou o projeto com o dinheiro dos cidadãos. Por essa época contraiu matrimônio com Ápia Ânia Regila, possivelmente aparentada com a dinastia antonina. Com Regila teve cinco filhos, dois dos quais eram varões, Brádua e Regilo.
Em 143 d.C., foi designado cônsul ordinário, talvez em agradecimento à educação que brindou a Marco Aurélio. À sua saída do cargo assistiu às Grandes Panateneias, que se celebraram no reformado estádio pan-helênico. Em  147 d.C., reconstruiu esse mesmo estádio com ocasião dos Jogos Píticos desse ano. Em agradecimento, a cidade de Delfos consagrou umas estátuas a toda a sua família exceto Brádua, pouco dotado para as letras e pelo qual a cidade sentia pouca simpatia. Talvez fosse a decepção que gerou no retórico a inetitude do seu filho a que motivasse a adoção de três jovens, Aquiles, Memnon e Polideuco, todos falecidos antes de  150 d.C. em circunstâncias desconhecidas. A morte dos seus três filhos adotivos afligiu enormemente o retórico; sobretudo a do seu preferido, Polideuquion, falecido em 147 ou 148.

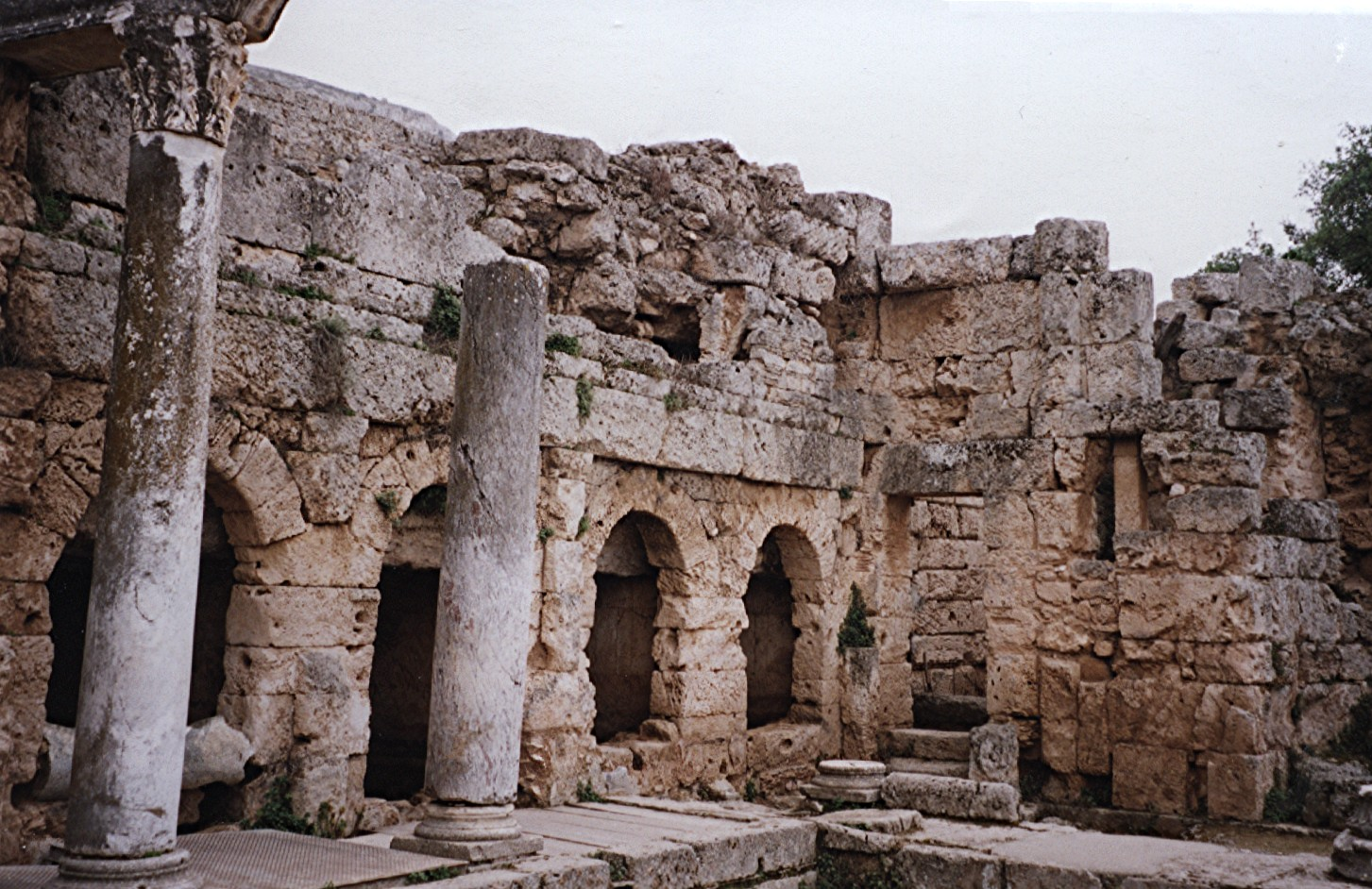
A Fonte Pirene, erigida por Herodes em honra à sua esposa.
Corinto

Os seus discursos receberam uma entusiasta acolhida durante os Jogos Olímpicos de  153 d.C.; a plebe aclamou-o como se se tratasse de um novo Demóstenes. A sua esposa foi designada sacerdotisa de Deméter Khamine, o que permitiu tornar-se a única mulher casada à qual foi permitido presenciar os Jogos. Satisfeito, financiou a construção de um aqueduto que uniu o rio Alfeu com Olímpia, além da de um ninfeu. Apesar da sua gloriosa intervenção nos jogos, essa década foi especialmente triste para o retórico, pois faleceram o seu filho Regilo, a sua filha Atenes (Athenais) e a sua esposa Regila, assassinada por um dos seus libertos. Na honra desta última financiou a construção de um Odeão em Atenas, que hoje porta o seu nome, do Triopion da Via Ápia, situado nas imediações da Tumba de Cecília Metela, e da Fonte Pirene, em Corinto.
Apesar de tudo, começaram a circular rumores que o acusavam de assassinar a sua esposa. Brádua, irmão de Regila, denunciou-o ante as autoridades, mas Ático foi absolto. A sua última filha, Elpinice, faleceu em  161 d.C..
Herodes faleceu de tuberculose em finais de 177 d.C.. Ele próprio redigiu o seu epitáfio:
| “ | Aqui jaz Herodes de Maratona (Grécia), filho de Ático. O seu corpo repousa nesta tumba, a sua fama circula pelo mundo. | ” |

Um dos seus discípulos, Adriano de Tiro, foi encarregue de pronunciar a oração fúnebre.

### Mecenato público
Além de ser o autor de numerosas obras literárias, Herodes foi um importante evergeta e financiou numerosos projetos públicos. Em Atenas subvencionou a construção de um estádio e de um odeão; em Corinto de um teatro; em Delfos de um estádio; nas Termópilas de umas termas; em Canúsio (Itália) de um aqueduto; em Olímpia de uma êxedra/ninfeu. Assim mesmo concedeu importantes ajudas econômicas aos habitantes de Tessália, Epiro, Eubeia, Beócia e Peloponeso.

### Relação com Polideuquion
Herodes era conhecido pelas numerosas relações pederastas que manteve. O afeto por seu filho adotivo Polideuquion criou um escândalo, não pelo sexo ou a idade do jovem, mas pela intensidade da mesma, considerada imoderada e indecorosa. Quando o jovem faleceu prematuramente, Herodes, assim como o imperador Adriano fizera com Antínoo, ordenou construir uma série de estátuas e monumentos na sua honra. O filósofo cínico Demónax acusou Luciano de Samósata de possuir uma carta do falecido Polideuquion. Quando Herodes solicitou que lhe comunicasse o que dizia o escrito, Demónax contou que o rapaz estava triste porque seu amado não o fora buscar.